# St. Laurentius (Höfingen)

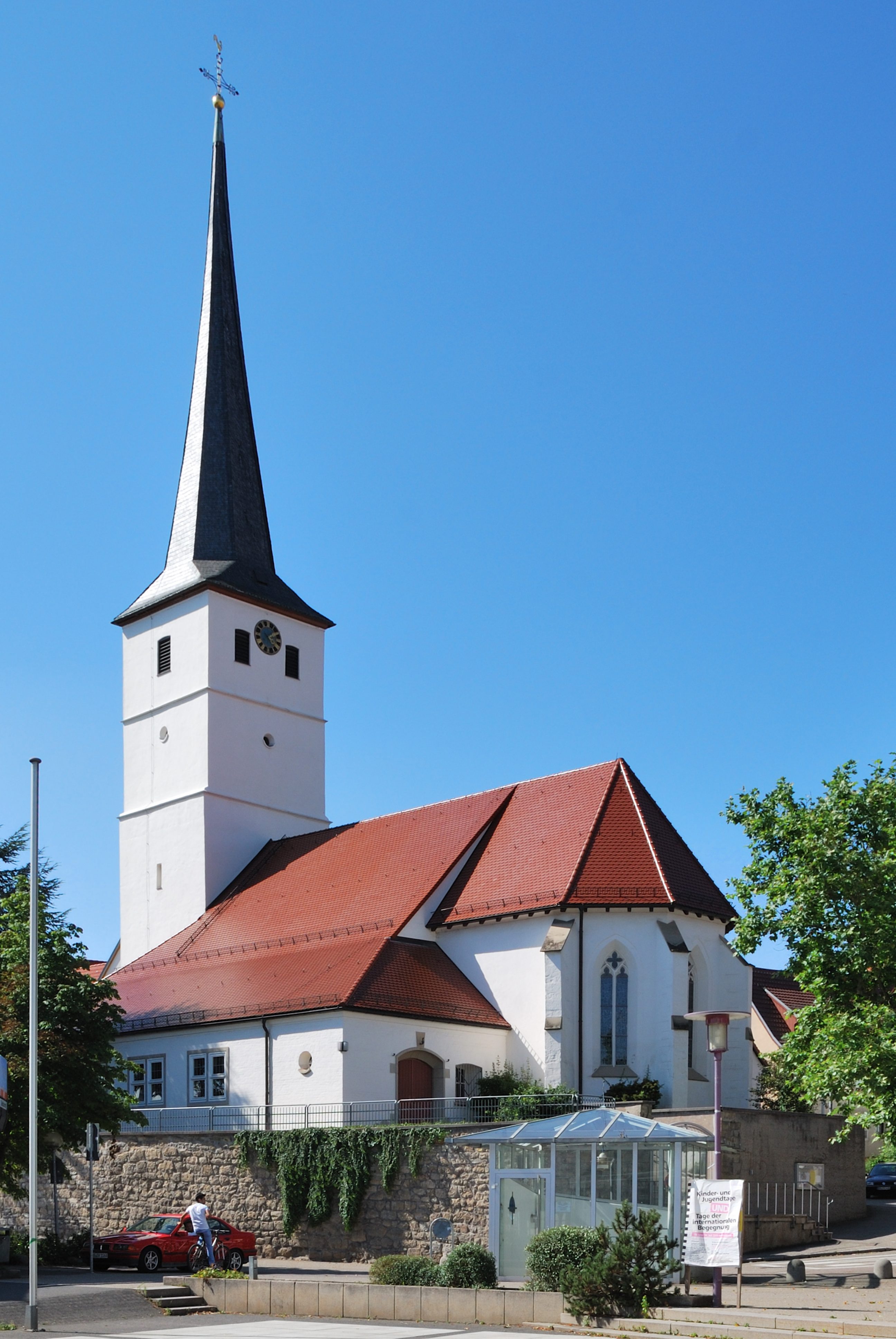
St. Laurentius in Höfingen

Die evangelische Pfarrkirche St. Laurentius steht in Höfingen, einem Stadtteil von Leonberg im Landkreis Böblingen in Baden-Württemberg. Das Bauwerk ist beim Landesamt für Denkmalpflege Baden-Württemberg als Baudenkmal eingetragen. Die Kirche gehört zum Kirchenbezirk Leonberg der Evangelischen Landeskirche in Württemberg.

## Beschreibung
Die aus dem Langhaus, dem eingezogenen, dreiseitig geschlossenen, 1407 gebauten Chor im Osten, der von Strebepfeilern gestützt wird, und dem zeitgleich entstandenen Fassadenturm im Westen bestehende Saalkirche wurde 1931/32 nach einem Entwurf von Hans Seytter zu einem Gemeindezentrum umgebaut. Dabei wurde an der Südseite des Langhauses ein Anbau hinzugefügt. Das oberste Geschoss des Fassadenturms beherbergt die Turmuhr und den Glockenstuhl für die vier Kirchenglocken. Darauf sitzt ein achtseitiger spitzer Knickhelm. 
Die Fenster im Chor gestaltete 1932 Walter Kohler. Zur Kirchenausstattung gehören ein Altar und ein Taufbecken, die von Fritz von Graevenitz stammen. Die Orgel wurde 1951 von der E. F. Walcker & Cie. gebaut.